# 樹医
樹医（じゅい、アーボリスト、英: Arborist）は、木本である樹木の管理・治療を職業とする専門家。一般に樹木医などの資格を取得し樹木の治療をあたっている者を指す。

## 解説
資格について

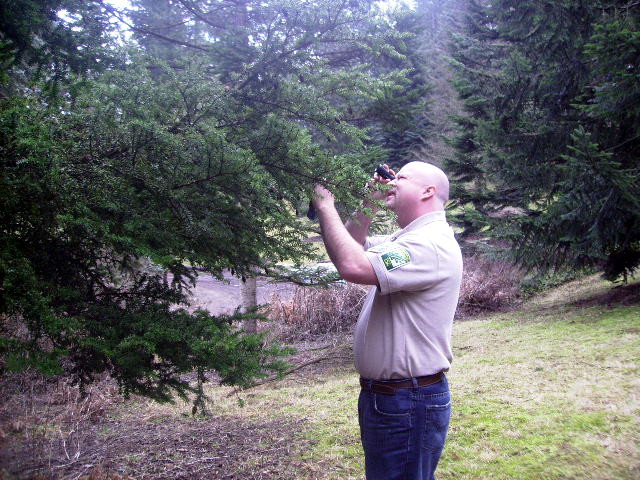
ツガを診断するISA公認の地方自治の樹木治療者

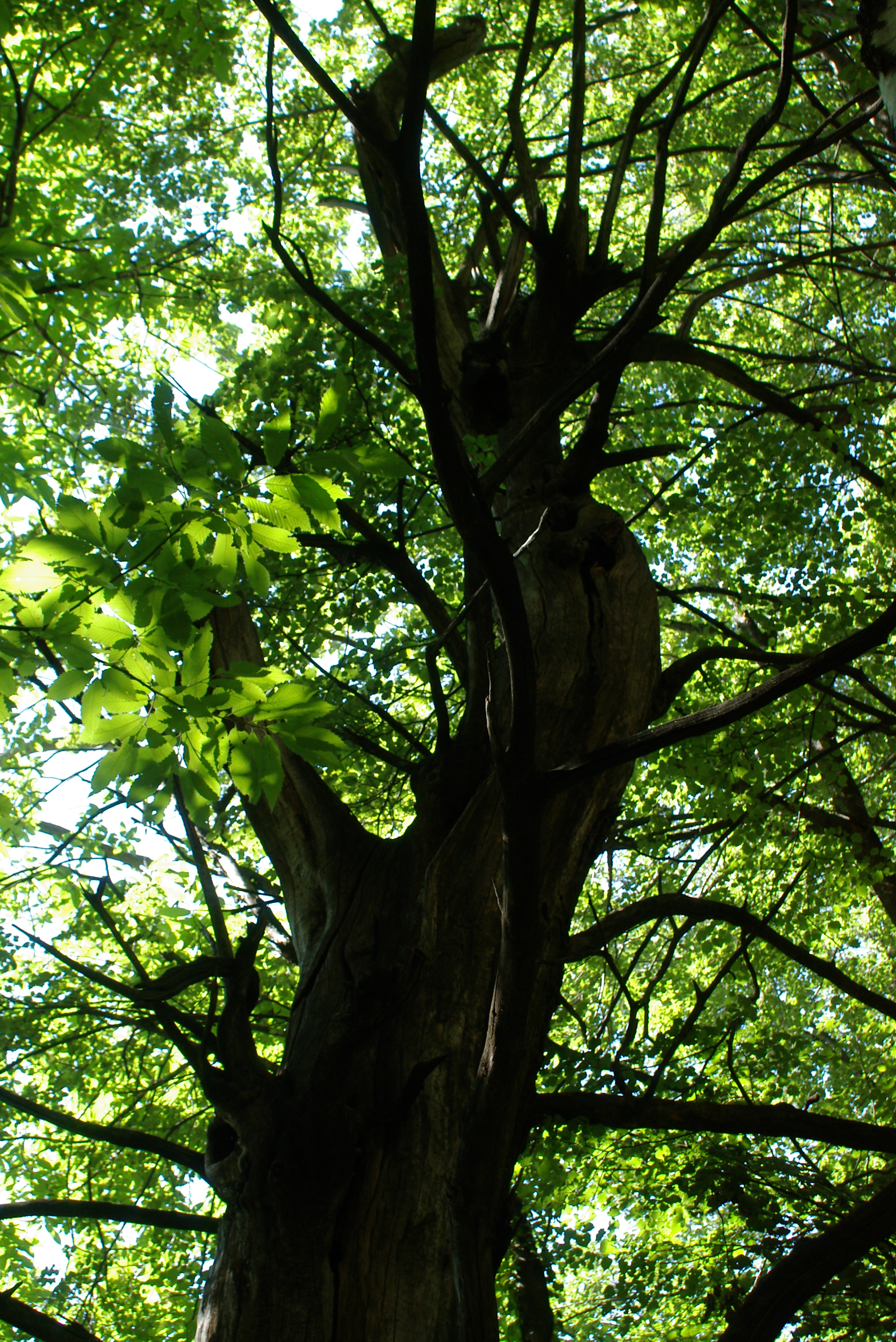
樹木の病気を診断・治療・予防し、健康にする樹木の専門家

1. 日本では樹医は、だれでも名乗ることが可能である。
2. 一般的に、アーボリストの和訳として樹医を名乗る人間が多い。
3. 日本樹木保護協会が認定しているが、商標登録等はされておらず誰でも名乗ることが可能である。また、初の樹木治療者と主張しているが、その根拠は乏しい。
4. 株式会社ディーエムジーが認定している樹医養成講座修了者に与えられる樹威も名称独占資格ではない。
5. 樹木医は、公益財団法人日本緑化センターが管轄する資格でありこれを取得しなければ、樹木医を名乗ることはできず、事実上の名称独占資格である。
6. 樹木内科・外科医制度は塩田剪庭園が創設したものである。

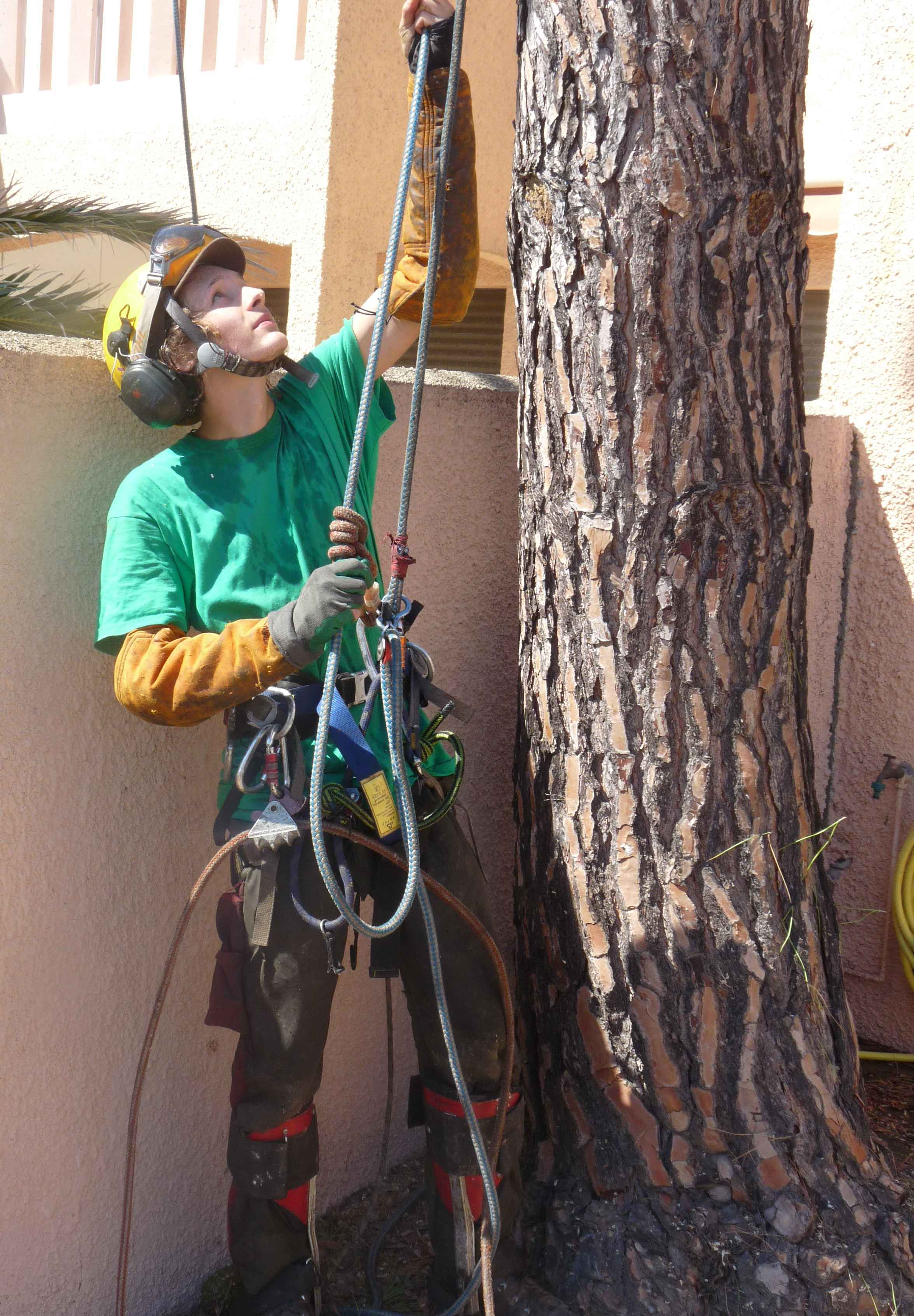
アーボリスト
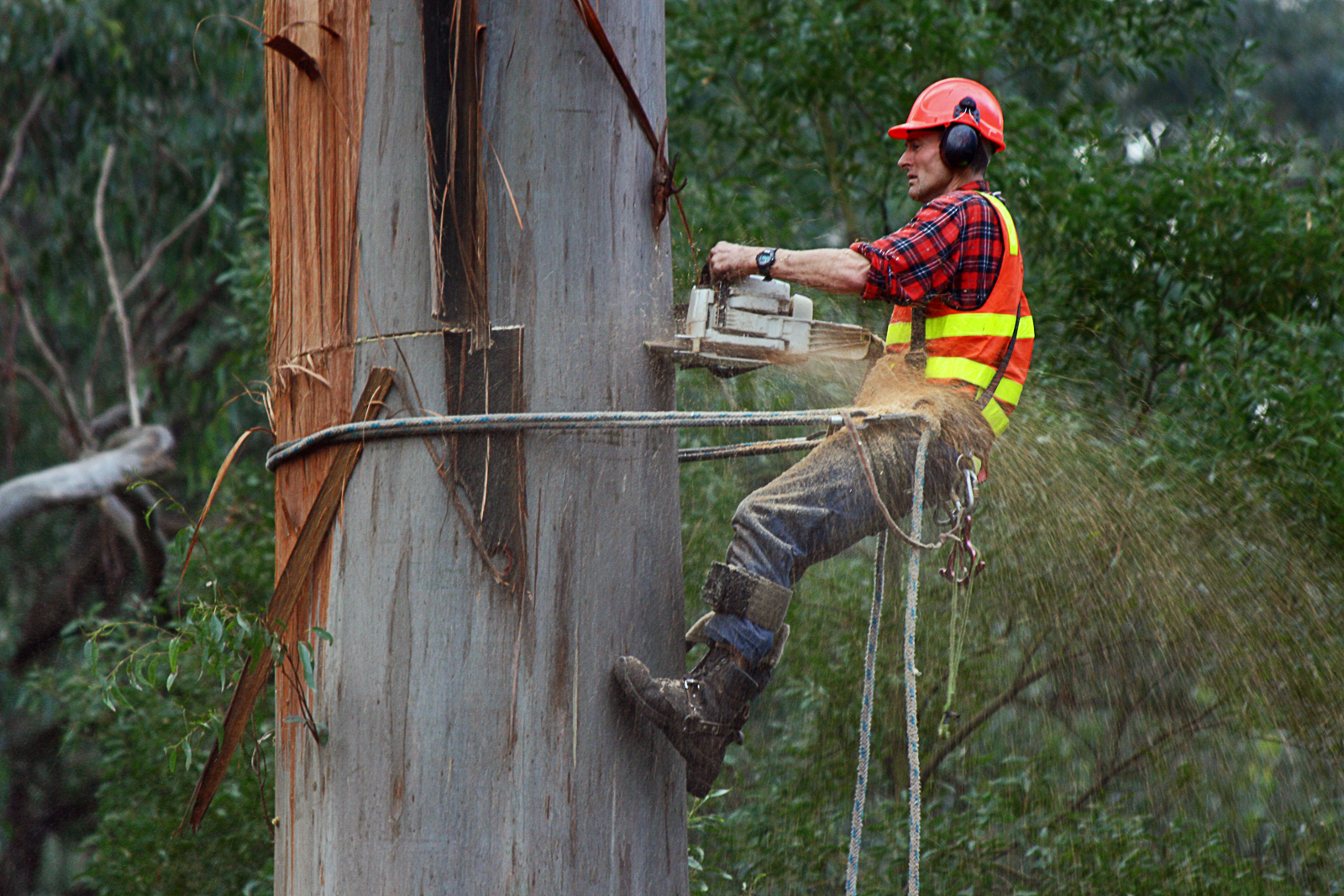
アーボリスト
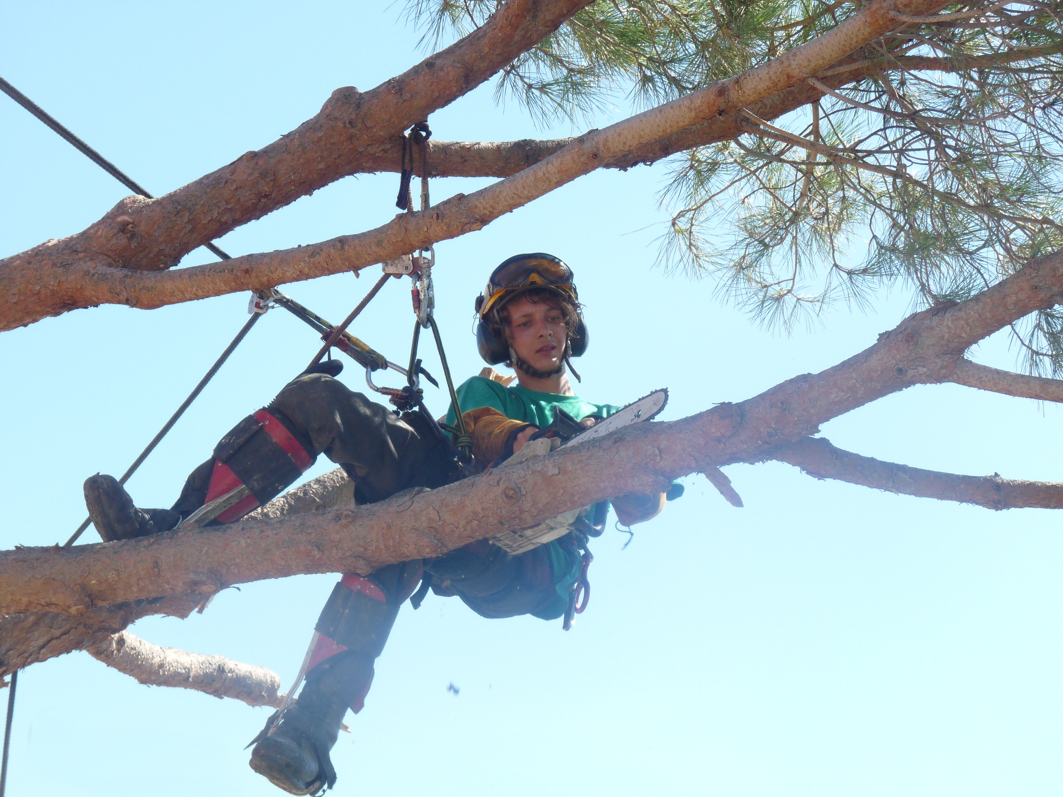
アーボリスト

アーボリスト（Arborist）は樹木の管理全般に携わるスペシャリストとされる職業で、木を護るのが仕事のため樹医の英訳とされてもいるが、他に樹護士を使用している団体もある。
アーボリストは実際には品質にのっとり森林の樹木だけでなく街路樹の管理をするほか危険木の伐採をすることや樹木を植えて育てるなど、木に関する幅広い業務に従事している。造園業や樹医業、森林業などでの限定された範囲にとどまらず、樹木管理に関わる事項すべての知識を備えているのが特徴としている。
一般に森林全域の管理や木材収穫（林業や造林業）ではなく、個々の樹木の健康と安全に焦点を合わせており、したがってアーボリストは森林官や樵の作業範囲とは異にする。
現在日本で樹木を扱う職業には前述のとおり造園業や樹医業、森林業があるが、林業従事者は高い木に登る技術で森林施業をも行っており、多様な樹木の管理や維持を行っている。また造園業者でもさまざまな樹木のケアをし、クレーンが入れない場所にある高木はやはり登って手入れをしている。どうしても樹木が危険木ということになる場合は特殊技術を使って伐るが、クレーン車などの侵入できない場所で、高木を根本から伐り倒さずに伐採するには極めて高度な技術が求められるなど、仕事内容によっては大きな危険が伴うケースも多く、そうした特殊な伐採の需要が高まる一方、作業者の安全確保も大きな課題になっている。このため樹木に関する知識だけでなく、ツリークライミングといった高木を登る上での技術やどのような状況下でも確かな判断を下せる判断力も求められる高度な職業である。
アーボリストの仕事には非常に広範で複雑な樹木または生態系コミュニティとしての生物群集と、景観生態学系の文脈における非生物的要素の知識とそれらの保護も必要となる場合もある。その保護作業にも健康かつ安全か地域が土地所有者や地域社会の基準に適していることを確認するために監視と治療などが必要になるが、移植、剪定、生態の構造的サポートから植物病理学に基づいた寄生虫症の予防や診断および治療、さらには落雷からの保護、放牧や捕食防止さらには危険とみなされる植生の除去、外来侵入種、病気媒介生物や雑草の駆除といった事柄も一部またはすべてが含まれる場合もある。